# دهه ۳۰۰ (میلادی)
دهه ۳۰۰ (میلادی) دهه سیم تقویم میلادی است.

## درگذشتگان
‎